# El silenci dels anyells
El silenci dels anyells (títol original en anglès: The Silence of the Lambs) és una pel·lícula de Jonathan Demme, estrenada el 1991. És un thriller de suspens psicològic interpretat per Jodie Foster i Anthony Hopkins. Aquesta pel·lícula ha estat doblada i subtitulada al català.
La pel·lícula és l'adaptació de la segona obra d'una tetralogia escrita per Thomas Harris, posant en escena el personatge fictici d'Hannibal Lecter, un brillant psiquiatre caníbal. Les tres altres novel·les han estat igualment portades al cinema: Red Dragon, Hannibal n'és la continuació i Hannibal Rising, que torna sobre les causes del canibalisme de l'Hannibal adolescent.
En El silenci dels anyells, Clarice Starling, una jove en pràctiques de l'FBI, és designada per investigar una sèrie d'espantosos homicidis de dones perpetrats al Mig Oest americà per un psicòpata de malnom Buffalo Bill. Per resoldre els casos, es veu abocada a demanar l'ajuda del terrorífic Hannibal Lecter, empresonat a Baltimore. Aquest n'aprofita per a contestar per enigmes, instaurant-se un angoixós joc psicològic entre els dos personatges.
La pel·lícula ha guanyat els cinc Oscars més importants: millor pel·lícula, millor director, millor guió, millor actor i millor actriu.

## La pel·lícula

### Descripció general

#### Argument
Clarice Starling és una brillant jove en pràctiques de l'FBI a Quantico (Virgínia). Les seves habilitats són aprofitades per Jack Crawford, cap del Departament de les Ciències del Comportament, que està investigant sobre Buffalo Bill, un assassí en sèrie que talla la pell de l'esquena de les seves víctimes.
Jack Crawford envia Clarice amb el Dr. Hannibal Lecter, àlies Hannibal el Caníbal, eminent psiquiatre empresonat des de fa 8 anys en una cel·la de molt alta seguretat de l'hospital psiquiàtric de Baltimore, dirigit pel Dr. Chilton. Jack Crawford espera que Clarice en podrà treure alguna informació sobre Buffalo Bill.
Crawford, això no obstant, malgrat mostrar-se educat i cordial a tota hora amb Starling, refusa d'ajudar-la amb el cas, i ella acaba per abandonar el lloc.
Posteriorment, es troba la cinquena víctima de Bill, i Starling es queda amb Crawford durant l'autòpsia, que indica que havia estat assassinada tres dies després de la seva captura. En examinar la boca de la jove assassinada, troben a dins la crisàlide d'una papallona. Starling porta la crisàlide a uns entomòlegs, que la identifiquen com una espècie propera al borinot de la mort, en aquest cas Acherontia styx, l'hàbitat del qual es limita a Àsia.

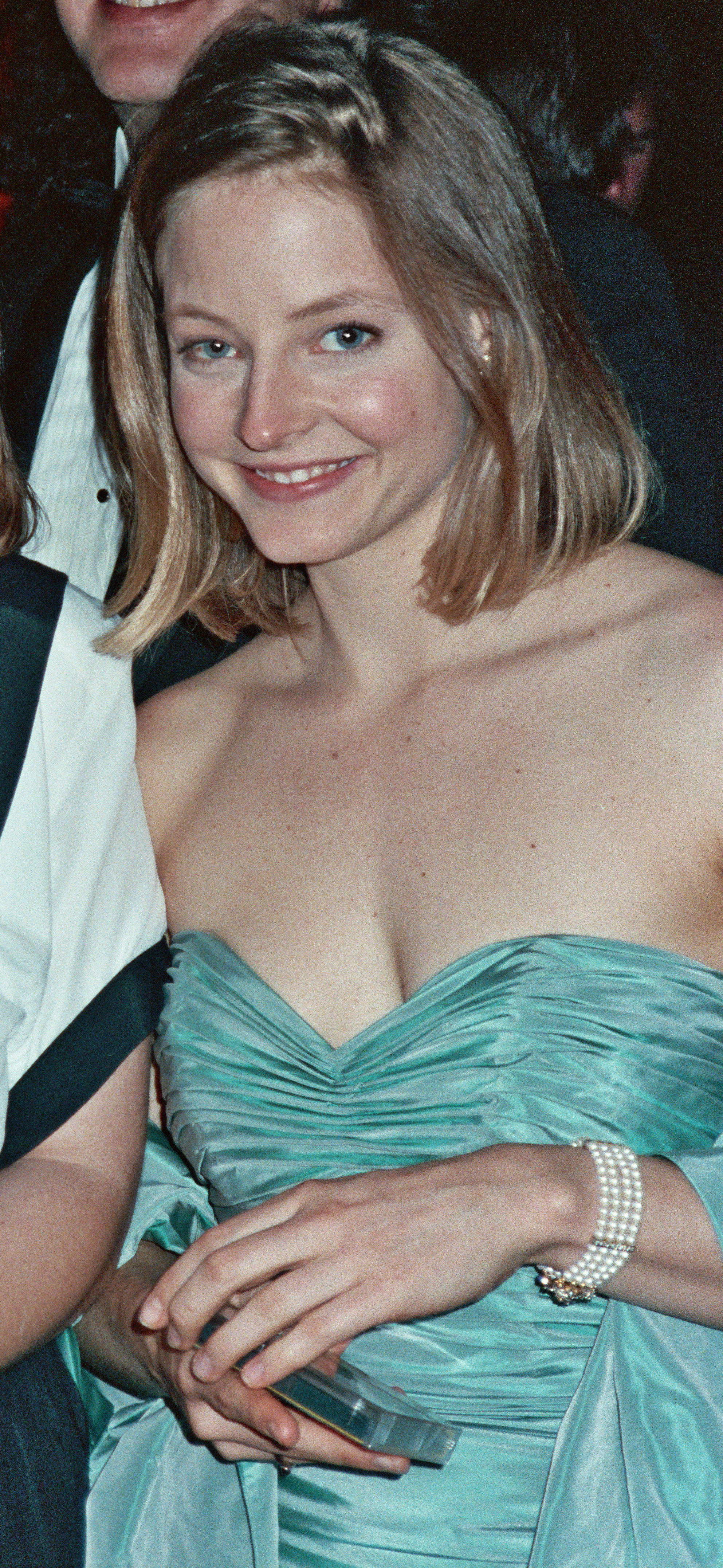
Jodie Foster, actriu protagonista de la pel·lícula

Hannibal coneix la identitat de Buffalo Bill, ja que li havia presentat Benjamin Raspail, un dels seus pacients. Li dona pistes a Clarice a condició que accepti prestar-se a sessions d'anàlisi. Encara que s'ha posat en guàrdia per no revelar res de personal a Hannibal, Clarice es presta a un quid pro quo en aquestes delicades sessions del joc de pistes de Lecter. Hannibal l'orienta, en principi, cap a un magatzem on descobreix el cap de Benjamin Raspail, primera víctima de Buffalo Bill.
Mentrestant, Buffalo Bill ha segrestat la filla de la senadora Martin. Amb caràcter d'urgència, de forma que Hannibal li reveli la identitat de l'assassí, Clarice li fa una oferta en nom de la senadora (una cel·la amb vistes en lloc del seu calabós de Baltimore, amb dret a passejar i a banyar-se sota alta vigilància, una setmana a l'any en una platja). Però el doctor Chilton, que espia gelosament les converses de Clarice i de Lecter, li ho diu a la senadora, que fa una contraproposició a Hannibal. Aleshores, és transferit a Memphis, on dona falses informacions a la senadora. Després, Lecter aconsegueix escapar-se de la seva nova presó després d'haver massacrat els seus dos guardians.
Les pistes del Dr. Lecter permetran a Clarice de trobar Buffalo Bill i d'abatre'l, salvant així Catherine Martin, mentre que Jack Crawford i el seu equip eren sobre una pista falsa.
El Dr. Lecter marxa a les Bahames, on segueix el seu enemic jurat, el Dr. Chilton, el seu pròxim àpat…

#### Repartiment

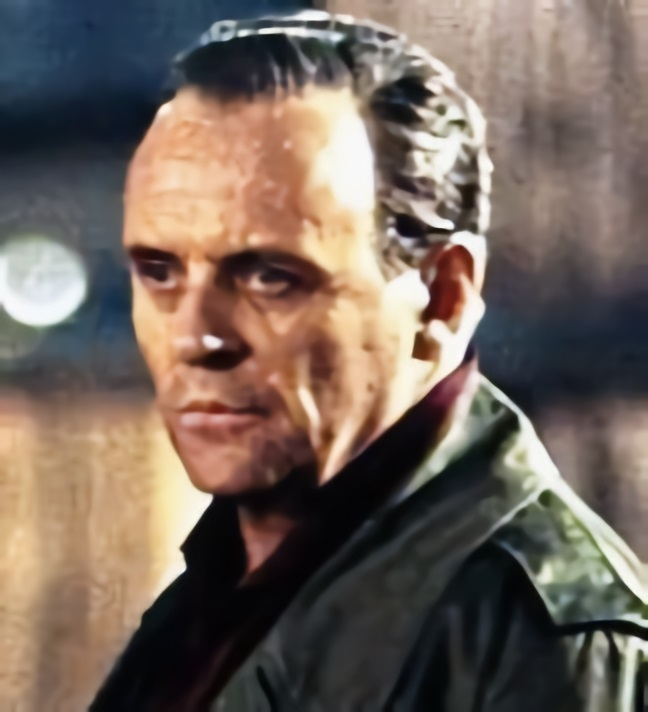
Anthony Hopkins

(Més detalls sobre el càsting, a l'apartat de preproducció)
- Jodie Foster: Clarice Starling
- Anthony Hopkins: Hannibal Lecter
- Scott Glenn: Jack Crawford
- Ted Levine: Jame Gumb  Buffalo Bill
- Anthony Heald: el doctor Frederick Chilton
- Diane Baker: la senadora Ruth Martin
- Kasi Lemmons: Ardelia Mapp
- Brooke Smith: Catherine Martin
- Frankie Faison: Barney
- Chris Isaak: el comandant del SWAT a Memphis
- Lawrence T. Wrentz: l'agent Burrows
- Dan Butler: Paul Krendler
- Charles Napier: el tinent Boyle (a Memphis)
- Paul Lazar: Pilcher
- Roger Corman: Hayden Burke, cap de l'FBI
- George A. Romero: un agent de l'FBI a Memphis (no surt als crèdits)
- Don Brockett: el psicòpata amic
- Stuart Rudin: Miggs
- Masha Skorobogatov: Clarice Starling de petita
- Chuck Aber

### Llocs de rodatge
- Als Estats Units: 
  - Ohio: Bellaire
  - Missouri: Lambert International Airport de Saint Louis
  - Pennsilvània: Canonsburg, Perryopolis, McKeesport, Rural Valley, Shaler Township i al Soldiers and Sailors Museum and Memorial de Pittsburgh
  - Tennessee: Memphis
  - Virgínia: Quantico
  - Washington DC: Department of Labor Frances Perkins Building
- A les Bahames: Aeroport de North Bimini (Illes Bimini)

### Gènesi de la pel·lícula

#### Guió
El guió d'El silenci dels anyells va ser escrit per Ted Tally i va rebre l'Oscar al millor guió adaptat el 1992. El guionista va adaptar el llibre homònim de Thomas Harris, segon tom de la seva quadrilogia sobre Hannibal Lecter. Per escriure la seva novel·la, Harris es va inspirar en tres assassins en sèrie: Ted Bundy, Gary Heidnick i Ed Gein.
El primer era un estudiant que portava un fals guix al puny per tal de suscitar la compassió de les noies. El segon segrestava dones en un celler. Pel que fa al tercer, es vestia amb la pell de les seves víctimes i es mirava regularment en miralls. Ja havia inspirat - d'altra banda - el personatge de Norman Bates en Psicosi (1960), d'Alfred Hitchcock.

#### Preproducció
Orion Pictures Corporation tenia els drets de la pel·lícula i l'actor i director Gene Hackman desitjava dirigir-la i interpretar-la, participant també en un 50% de la producció, però va canviar d'opinió després de la primera lectura del guió de Ted Tally, que va considerar massa violent.
El silenci dels anyells és, d'alguna manera, una continuació de Manhunter, que va quedar a l'ombra després de l'èxit de la pel·lícula de Jonathan Demme. Scott Glenn hi va reemplaçar Dennis Farina en el paper de Jack Crawford, mentre que Anthony Hopkins va succeir Brian Cox. El doctor Chilton era ja el carceller del diabòlic gastrònom. Les dues pel·lícules van ser realitzades en èpoques diferents (els anys 80 i els anys 90) i no tenen gaires coses en comú.
Així, el director Jonathan Demme va reprendre el projecte i va proposar el paper de Clarice Starling a Michelle Pfeiffer. Després de pensar-s'ho, Pfeiffer va dir que no, en trobar la història massa fosca i violenta, i va declarar més tard que aquella decisió va ser molt difícil de prendre. Kim Basinger, Emma Thompson i Meg Ryan van ser temptades a continuació, fins que el guionista va decidir-se per Jodie Foster, que acabava de guanyar l'Oscar a la millor actriu per Acusats (1988) de Jonathan Kaplan. Jodie Foster ja s'havia acostat al guionista Ted Tally, que li va dir: Estic escrivint un paper per a vostè. Durant la preparació de la pel·lícula, Foster va anar a veure els productors moltes vegades i els va dir: Si mai hi ha cap problema amb l'altra actriu, jo sóc aquí! o demanant a Jonathan Demme de considerar-la com la seva segona tria en cas de retractació de Michelle Pfeiffer. Finalment, Demme, veient-la un dia anar cap a ell amb determinació, la seva petita silueta, li va confiar a Ted Tally: Clarice és ella.
Demme va pensar, un cop descartat Gene Hackman, que contractar una estrella coneguda, com ara Robert de Niro o Jack Nicholson en el paper d'Hannibal Lecter centraria l'atenció del públic més en la interpretació de l'actor que en la història en si. Un assassí en sèrie que es troba entre quatre murs per a la resta dels seus dies. Allò no li impedeix ser particularment perillós. Tanmateix, el personatge ens és presentat com un home refinat dotat d'una gran intel·ligència, darrere la qual s'amaga un esperit desviat. Amb una gran sobrietat, l'actor britànic ens presenta un personatge tan encisador com aterridor. Quan l'agent de Hopkins li va enviar el guió, estava fent teatre a Londres, i en llegir-lo va pensar que canviarien moltes coses en la seva vida. Per què jo? Li va preguntar Hopkins a Demme, que l'havia vist actuar en L'home elefant, en el paper del Dr. Treve. El que vull de tu per a Lecter és un home bo atrapat en una ment trastornada.
La preparació de la pel·lícula es va fer amb una gran preocupació pel realisme. Així, Jodie Foster i Scott Glenn es van posar en contacte amb agents de l'FBI, i van passar molt de temps familiaritzant-se'n amb les tècniques, però igualment amb l'estat d'ànim d'aquestes persones. Glenn va visionar, fins i tot, fotografies d'escenes de crims.
Al seu costat, Ted Levine, irrecognoscible com sovint, interpreta el paper d'un assassí patètic i temible. Va llegir una pila de material sobre assassins en sèrie: estaven obsessionats amb la relació entre el sexe i la mort. Buffalo Bill, en canvi, està obsessionat amb la idea de vestir-se amb la pell d'una dona. Un repte, va afirmar Levine, Bill no és un transvestit ni un transsexual, encara que ell pensa que ho és.
Scott Glenn (l'agent de l'FBI Jack Crawford) també es va preparar amb l'agent John Douglas, un biògraf que ha entrevistat assassins tan coneguts com Charles Manson o Daniel Berkovitz.
Roger Corman, productor i antic cap de Demme, va ser triat com a director de l'FBI. Demme declararà que va ser tota una experiència dirigir una persona que altres vegades li havia dit què havia de fer.
Brooke Smith (Catherine Martin) va haver d'engreixar-se 10 kg per interpretar el seu paper, emocionalment intens, tancada en un pou, de forta relació amb un assassí. Es va fer molt amiga de Ted Levine, el seu segrestador en la pel·lícula.
I sense aparèixer als crèdits, cal destacar-hi l'aparició de George A. Romero, en un paper mut i que no impedeix els seus seguidors de reconèixer-lo.

## Anàlisi
Anys després de la seva sortida, l'obra ha mantingut tota la potència dels seus efectes i la seva atmosfera angoixosa que va in crescendo. Jonathan Demme va prendre el partit de seguir de molt a prop la novel·la de Thomas Harris. Per tant, no hi ha història d'amor susceptible de distreure'ns d'aquesta immersió en els abismes de l'ànima humana.
Demme es va concentrar en el cara a cara Starling/Lecter, pedra angular de la pel·lícula. Com en els contes de la infantesa, Clarice haurà d'enfrontar-se als monstres. Ja no són aquests ogres fantasmagòrics de la literatura infantil, sinó éssers de carn i de sang aterridors com ho són també els malsons de la seva infantesa, sempre ben vius. Com Polzet que trobava el seu camí seguint les pedretes, Clarice seguirà els indicis de l'ogre Hannibal al mateix temps que ell l'avalua, si ella és digna de la psicoanàlisi que ell li ofereix. Aquest regal es pot tornar enverinat com en Blancaneu o benèfic com la carabassa de la fada, en funció de l'espiritualitat (o de la dignitat) de l'heroïna. Sempre com en els contes, Clarice haurà de passar proves que determinaran la seva sort…
Saber si serà devorada o bé si es farà princesa… Al final, es comprèn que ha guanyat l'estima de l'ogre perquè ha reeixit les proves que li imposava i literalment (i la toca a través dels barrots) ara és prou forta per (finalment) enfrontar-se a aquest altre monstre que té per malnom Buffalo Bill.
La cura que va ser posada en la fotografia, voluntàriament subexposada, és destacable (Clarice-Foster, constantment, vesteix de color verd-gris i s'ha enfosquit la seva cabellera per tal que no sigui massa lluminosa). Tot ha estat concebut per Demme per baixar més profundament en un món on supura l'avorriment com a Belvedere (Ohio). És la calma anunciadora, com ho és el silenci abans de la tempesta, de la prova final. Clarice va, tant en un sentit propi com figurat, enfonsant-se en el subsol d'un celler simbolitzant aquesta ànima humana que amaga en els seus racons tants horrors i pors com neurones té el nostre cervell.

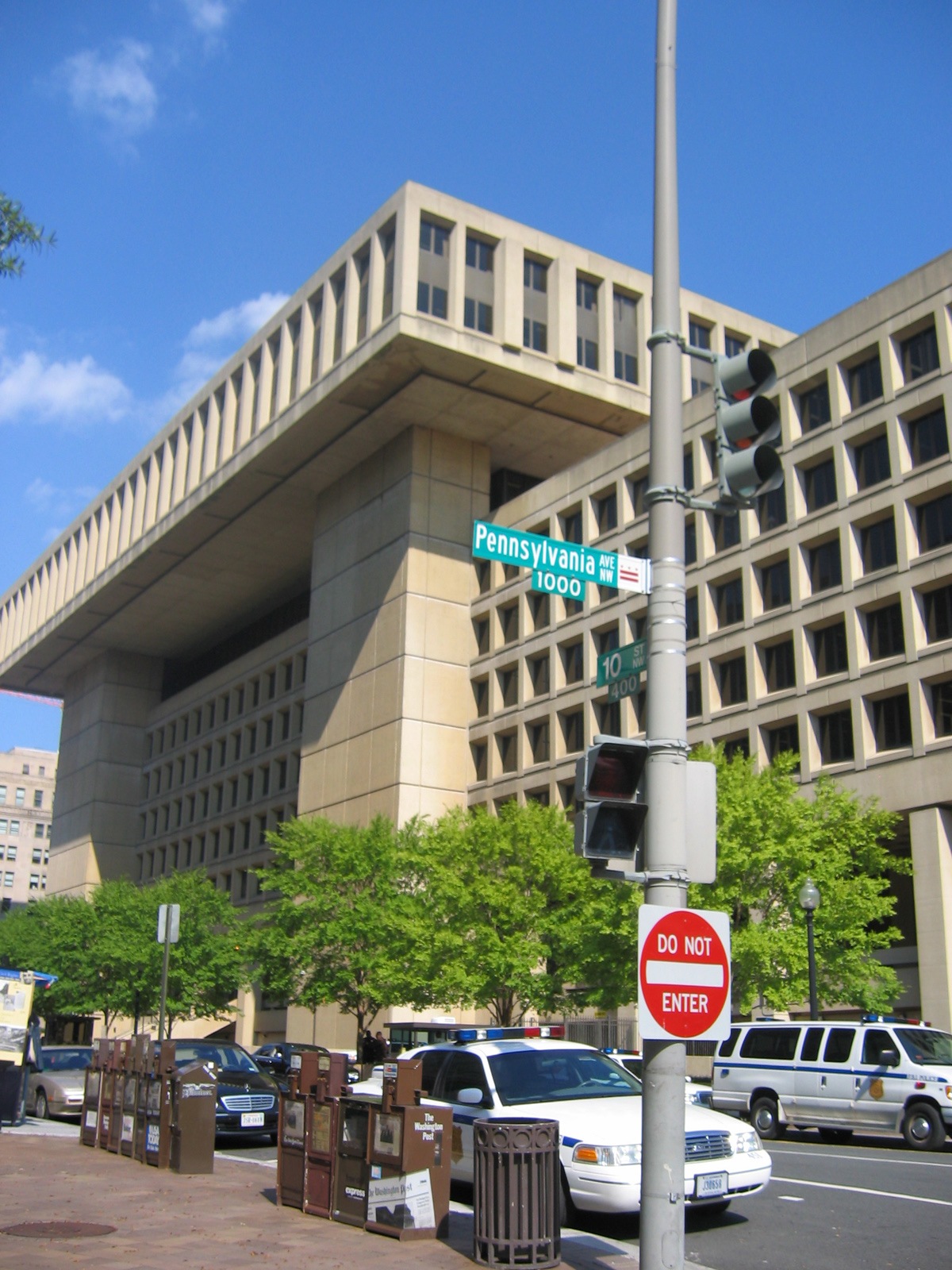
Seu de l'FBI a Washington DC

Clarice esdevé ella mateixa una mica monstruosa, com si heretés dons d'Hannibal. Quan s'escapa de la seva presó, ja sap, i ho confia a la seva amiga Ardelia, que no té res a témer d'ell. En les últimes seqüències, guarda per a ella sola la seva entrevista telefònica amb Hannibal i mira d'allunyar-se de Crawford, el seu superior, que l'ha decebuda moltes vegades i sap que deu la seva promoció més a Hannibal que al seu cap. La seva estima no pot, doncs, anar més que cap a una sola persona.
Els dos actors, a bastament premiats, mantenen la pel·lícula sobre les seves espatlles. Que hagin tingut, cadascun a la seva manera, la presciència del que calia fer pertany al misteriós sisè sentit de l'artista. Se sap com Jodie Foster va lluitar pel paper i que és ella qui va convèncer Demme d'afegir la seqüència d'entrenament al començament de la pel·lícula, com si Clarice fos la perseguidora d'alguna cosa.

## Premis i nominacions
| Any  | Cerimònia   | Categoria                    | Premiat                                        | Resultat   |
| ---- | ----------- | ---------------------------- | ---------------------------------------------- | ---------- |
| 1991 | Berlinale   | Millor director              | Jonathan Demme                                 | Guanyador  |
| 1991 | Berlinale   | Os d'Or                      |                                                | Nominada   |
| 1992 | Oscar       | Millor pel·lícula            | Edward Saxon Kenneth Utt Ronald M. Bozman      | Guanyadora |
| 1992 | Oscar       | Millor director              | Jonathan Demme                                 | Guanyador  |
| 1992 | Oscar       | Millor actor                 | Anthony Hopkins                                | Guanyador  |
| 1992 | Oscar       | Millor actriu                | Jodie Foster                                   | Guanyadora |
| 1992 | Oscar       | Millor guió adaptat          | Ted Tally                                      | Guanyador  |
| 1992 | Oscar       | Millor muntatge              | Craig McKay                                    | Nominat    |
| 1992 | Oscar       | Millor so                    | Tom Fleischman Christopher Newman              | Nominats   |
| 1992 | Globus d'Or | Millor actriu dramàtica      | Jodie Foster                                   | Guanyadora |
| 1992 | Globus d'Or | Millor pel·lícula dramàtica  |                                                | Nominada   |
| 1992 | Globus d'Or | Millor director              | Jonathan Demme                                 | Nominat    |
| 1992 | Globus d'Or | Millor actor dramàtic        | Anthony Hopkins                                | Nominat    |
| 1992 | Globus d'Or | Millor guió                  | Ted Tally                                      | Nominat    |
| 1992 | BAFTA       | Millor actor                 | Anthony Hopkins                                | Guanyador  |
| 1992 | BAFTA       | Millor actriu                | Jodie Foster                                   | Guanyadora |
| 1992 | BAFTA       | Millor pel·lícula            |                                                | Nominada   |
| 1992 | BAFTA       | Millor director              | Jonathan Demme                                 | Nominat    |
| 1992 | BAFTA       | Millor guió                  | Ted Tally                                      | Nominat    |
| 1992 | BAFTA       | Millor banda sonora original | Howard Shore                                   | Nominat    |
| 1992 | BAFTA       | Millor fotografia            | Tak Fujimoto                                   | Nominat    |
| 1992 | BAFTA       | Millor muntatge              | Craig McKay                                    | Nominat    |
| 1992 | BAFTA       | Millor so                    | Skip Lievsay Christopher Newman Tom Fleischman | Nominats   |
| 1992 | Saturn      | Millor pel·lícula de terror  |                                                | Guanyadora |
| 1992 | Saturn      | Millor actor                 | Anthony Hopkins                                | Guanyador  |
| 1992 | Saturn      | Millor guionista             | Ted Tally                                      | Guanyador  |
| 1992 | Saturn      | Millor maquillatge           | Carl Fullerton Neal Martz                      | Guanyadors |
| 1992 | Saturn      | Millor director              | Jonathan Demme                                 | Nominat    |
| 1992 | Saturn      | Millor actriu                | Jodie Foster                                   | Nominada   |
| 1992 | Saturn      | Millor música                | Howard Shore                                   | Nominat    |
| 1992 | Saturn      | Millor vestuari              | Colleen Atwood                                 | Nominada   |
| 1992 | César       | Millor pel·lícula estrangera |                                                | Nominada   |

### Recaptació
Als Estats Units:
- La setmana de l'estrena: 13,7 milions de dòlars.
  -  % de la recaptació total: 10,5%.
- Tancament de dades: 10 d'octubre de 1991.
- Total de recaptació als Estats Units: 130.742.922 dòlars.

A tot el món, la recaptació va pujar als 272.742.922 dòlars.

## Al voltant de la pel·lícula
- El cap de mort que figura a l'esquena de la famosa papallona del cartell es va treure de la fotografia de Philippe Halsman representant Salvador Dalí davant un cap de mort fet de cos de dones.[20]
- El director de la pel·lícula, Jonathan Demme, té un cameo al final de la pel·lícula portant una gorra blava.
- El cantant Chris Isaak té un cameo com a comandant dels SWAT.[21]

### Acusacions d'homofòbia
Ja en el moment de l'estrena, El silenci dels anyells va ser criticada per membres de la comunitat gai perquè percebien que la pel·lícula retratava negativament la seva comunitat.
Després de l'anunci de les moltes nominacions de la pel·lícula, van començar a circular gairebé immediatament rumors des de grups de defensa gai, com Queer Nation, que parlaven de planejar la interrupció de la transmissió televisada dels Oscar. Mentre aquesta protesta no es materialitzava, es continuava discutint en els mitjans de comunicació respecte a les actituds de Hollywood cap a les minories sexuals, ja fos a les Notícies del vespre de la CBS o al The National Enquirer. En els anys següents a El silenci dels anyells, va augmentar el nombre de pel·lícules i de personatges gai creats per Hollywood. I així, per exemple, el següent projecte del director Jonathan Demme va ser el drama Filadèlfia sobre la sida.

### Influències culturals
El silenci dels anyells ha estat referenciat o parodiat moltes vegades en pel·lícules i sèries de televisió: 
- Ezio Greggio va crear The Silence of the Hams, en què l'agent de reclutes de l'FBI Jo Dee Foster (Billy Zane) va a veure el Dr. Animal Cannibal Pizza (Dom DeLuise) per seguir un assassí en sèrie.[25]
- Als premis Oscar de 1992, Billy Crystal fa la seva aparició inicial en escena portant la mateixa camisa de força i màscara que Hannibal Lecter portava a la pel·lícula, i fent el comentari que sentia que s'assemblava a un jugador de l'equip d'hoquei.[26]
- En la pel·lícula Addams Family Values, Pubert surt portant una màscara Hannibal mentre dorm en el seu bressol.
- En l'episodi A Star Is Burns, d'Els Simpson, quan Mr. Burns prepara el càsting, Hannibal Lecter és aturat per un policia, i pronuncia l'excel·lent famós de Burns. Llavors, Lecter fa el seu infame xiulit.[27]
- En la pel·lícula Clerks 2, el personatge de Jay (Jason Mewes) interpreta la seqüència de ball de Buffalo Bill sencera.[28]
- En una escena de la pel·lícula La bruta història de Joe Porc (Joe Dirt), el personatge principal, interpretat per David Spade, és presoner d'un assassí anomenat Buffalo Bob en un escenari molt similar al de la captivitat de Catherine per Buffalo Bill.
- En una escena de la pel·lícula Austin Powers in Goldmember, el Dr. Evil és empresonat en una cel·la de vidre que s'assembla a la de les escenes d'El silenci dels anyells. Quan li pregunten per Goldmember, el Dr. Evil respon: Quid pro quo, Mr. Powers, demanant ser transferit a una altra presó.[29]
- En South Park, episodi Bebe's Boobs Destroy Society, Eric Cartman surt interpretant Lambs al seu soterrani. Cartman baixa una cistella amb una nina al fons d'un forat al sòl, i cita textos de la pel·lícula, incloent-hi posar la loció a la seva pell.
- En un altre episodi de South Park, Toilet Paper, mentre investiga un incident en un lavabo, entra Josh, que és una paròdia d'Hannibal Lecter, amb el seu pentinat distintiu i veu, però més especialment els seus jocs de ment psicològics i la seva manipulació.
- La pel·lícula va ser citada en l'espectacle Mystery Science Theater 3000. Per exemple, en un episodi, la tripulació mira la pel·lícula I Was a Teenage Werewolf. Quan el personatge de Michael Landon està qüestionat per un científic boig, Mike repeteix Els anyells, Clarice. Parla'm dels anyells.[30]
- En l'episodi The Gland Plan de Fairly Odd Parents, Cosmo ha d'aconseguir un òrgan donant des d'Anti-Cosmo: un criminal brillant tancat darrere una paret de plexiglàs en una presó dins de Món de Fades. Quan els tres personatges principals s'acosten a la cel·la, Anti-Cosmo apareix de la foscor i diu Hola, Clarice!…Oh, em sap greu! No tenia posat el meu monocle!
- En l'episodi Son of Coma Guy de la sèrie House, House treu del coma un pacient i li fa preguntes sobre la seva història mèdica familiar i acaben jugant a pregunta-per-pregunta, com Clarice i Hannibal. En un moment determinat, House imita directament Hannibal, dient-li al pacient: Quid pro quo, Clarice!.
- En la pel·lícula Loaded Weapon (que també parodia unes quantes altres fonts), el sergent Jack Colt (Emilio Estevez) i el sergent Wes Luger (Samuel L. Jackson) entrevisten un personatge anomenat Dr. Harold Leacher (F. Murray Abraham), una paròdia directa de Lecter. Diu Colt: Quid pro quo, i quan demana què significa, respon: Significa que sóc pretensiós. Abans de marxar, Colt li pregunta a què té gust la carn humana, i la resposta de Leacher és: a pollastre.[31]
- En un episodi de la sèrie de dibuixos animats The Critic, Jay Sherman pretén presentar El silenci dels anyells 2, que presenta Clarice i Hannibal Lecter vivint junts com una estranya parella.
- Al Regne Unit, el duo de comèdia femení French and Saunders parodia la reunió inicial entre l'agent Starling i el Dr. Lecter, amb Jennifer Saunders interpretant Starling i Dawn French interpretant Lecter.[32]
- A la segona temporada de la parodia de terror efeminada Scream Queens (Ryan Murphy), algú molt dolent en una presó d'alta seguretat entra en una dinàmica Annibal - Clarice amb el grup protagonista per a resoldre una nova onada d'assassinats.